# Libelle (Schiff, 1930)
Die Libelle war ein deutsches Fahrgastschiff, das zunächst auf den Berliner Gewässern im Einsatz war.

## Geschichte
Das Schiff wurde 1930 von Friedrich Ehling in Ketzin gebaut. Es war mit einem vierzylindrigen Benzinmotor ausgestattet. Im Jahr 1931 war es für die Beförderung von 100 Personen zugelassen. Damals wurde es von Fritz Mai aus Werder betrieben. Fritz Mais Libelle war nicht das einzige Motorschiff dieses Namens, das damals in Berlin betrieben wurde: Wilhelm Vetter hatte damals eine Libelle, die 140 Personen fasste, in Betrieb, und Paul Schwandt eine Libelle mit einer Zulassung für den Transport von 139 Personen. Die in Ketzin gebaute Libelle stach allerdings durch ihr ungewöhnliches Design unter den damals üblichen Ausflugsschiffen heraus. Während der Aufbau des Fahrgastraumes an ein Grachtenboot erinnerte, besaß das Fahrzeug statt eines kleinen Vordecks zunächst eine Abdeckung am Bug, die einem Vogelschnabel ähnelte. Ein Mitglied des Binnenschifferforums fasste seine Eindrücke 2017 wie folgt zusammen: Das Schiff sehe „wirklich sehr interessant aus... Ein bisschen wie gewollt und nicht gekonnt, aber auch irgendwie formschön“.
Wohl in den 1970er Jahren wurde die Libelle umgebaut und büßte dabei die charakteristische Gestaltung ihres Bugs ein. Das Schiff, das in DDR-Zeiten die Nummer P-003 trug und für die Weisse Flotte Potsdam fuhr, wurde 1972 nach Zinnowitz verlegt und 1980 an Land gesetzt und als Gaststätte weiterverwendet. 2001 soll es „durch Betriebsaufgabe vor Ort verschrottet“ worden sein. Gut zwei Jahrzehnte später bestand allerdings an der Strandpromenade in Zinnowitz immer noch eine Gaststätte namens „MS Libelle“. Sie wird als Lokal „in Schiffsform“ bezeichnet.
Der Abbruch des alten Motorschiffes war 1998 geplant worden. Im Bebauungsplan ist zu lesen: „Da die Rekonstruktion der „Libelle“ unter den Bedingungen eines wirtschaftlichen Weiterbetriebs nicht möglich ist, soll das Schiff beseitigt werden und ein Ersatzneubau in einer Größe von maximal 70 m² zugelassen werden. Am derzeitigen Standort der „Libelle“ soll der geplante Neubau in Form eines Schiffes errichtet werden.“ Auch eine ebenerdige Terrasse mit maximal 40 m² sah der Plan vor.